# 里克穹
82°4′S 162°43′E / 82.067°S 162.717°E
里克穹（英語：Ricker Dome），是南極洲的穹丘，位於沙克爾頓海岸，處於史密斯海崖以東6公里，海拔高度1,720米，美國地質調查局根據測量和美國海軍拍攝的空中照片繪入地圖，現時由南極條約體系管理。